# 祇園山古墳
祇園山古墳（ぎおんやまこふん）は、福岡県久留米市御井町字高良山に所在し、福岡県指定史跡に指定されている方墳である。3世紀中頃の築造と推定される。築造時期や規模から、宝賀寿男や地元研究者などにより、この古墳を邪馬台国の卑弥呼の墓に比定する意見がある。

## 概要
耳納山系西端の高良山から西の平野に向かって派生する丘陵の先端部にある高良大社の山腹にあり、筑後平野を一望の下に見渡すことのできる台地（赤黒山）の上に位置しており、占地の意図を窺わせる。同台地上の祇園山古墳南側にはさらに5基の古墳があり、総称して「祇園山古墳群」と呼ばれる。
『記紀』によれば仲哀天皇9年に仲哀天皇と神功皇后が熊襲討伐のため筑紫に幸し高良山に滞在（安在地・朝妻）し、朝鮮半島に出兵時には高良の神が神功皇后を援け給うと伝えられ、高良大社には神功皇后を補佐した武内宿禰が祀られている。その後も磐井の乱では筑紫君磐井がここに陣を置いたと伝えられており、『日本書紀』斉明天皇4年（658年）条の「繕修城柵断塞山川」が神籠石式山城と伝えられている。また豊臣秀吉は1587年（天正15年）の島津氏討伐の際、高良山の吉見岳城に本陣を置いた。有史以来多くの戦乱で砦が置かれているように、この地は朝倉方面、福岡方面、八女方面、また鹿島方面など筑紫平野を一望できる戦略的な要衝であり、高良大社、高良山神籠石などの文化財も多い。
古墳は、高さの約1/4を地山から方形台状に削り出しており、その基部は楕円形をなしている。場所は 九州自動車道に面しており、久留米インターチェンジから高速道下り方向1.7キロメートル地点から目視することができる。
古墳は九州自動車道建設のために削開されるところを、福岡県教育委員会および市民による道路公団に対する保存運動により、1969年（昭和44年）12月11日から1972年（昭和47年）6月1日まで5次にわたる埋蔵文化財の発掘調査が行われた。調査結果による重要性の認識から、工事は基部の部分的な削開にとどまり、かろうじて遺構の約80％が現地保存された。

## 規模・形状
形状は方墳で、規模は東西約23.7メートル、南北約22.9メートル、高さ約6メートルで、標高60メートル（墳丘頂部）、標高55メートル（墳丘基準面）である。葺石は2段（墳丘裾部と上段の盛土部分）であり、方墳は本来の地形を楕円形に整形した台地の上に存在する。
周辺からは埴輪などは出土していない。埋葬主体は墳頂部中央の箱式石棺である。石棺はあるが槨はなく、形状、規模とも吉野ケ里遺跡の楕円状構築物の上に築造された方形墳丘墓および楽浪漢墓（阿残墓）石巌里第9号墳に類似する。

## 埋葬施設

### 墳頂部
墳頂部は一辺が約10メートルの平坦面であり、そのほぼ中央に長辺軸を北東-南西方向とする箱式石棺があるが槨は無い。安山岩の板石を大小5枚使い、側壁の不足部を補う板石各1枚で構築されている。石棺の大きさは底部付近で長さ約2メートル、幅約90センチメートル、深さ約90センチメートルで、棺内には蓋石も含めて朱が塗られていた。

### 墳裾外周部
墳丘外周からは、66人分以上と推定される甕棺墓3基、石蓋土壙墓32基（未調査5・不明2を含む）、箱式石棺墓7基、竪穴式石室墓13基、構造不明7基の埋葬施設が確認されている。甕棺は糸島地区にみられる甕棺専用大型土器の系統に連なり、その末期型式に位置づけられる。第7号箱式石棺墓（H7）では、石棺の両小口側（短辺側）それぞれに朱に染まった粘土塊があることから枕の痕跡と捉え（人骨は見つかっていない）、被葬者2体の頭位を逆にして同じ棺に埋葬した「差し違い2体葬」と考えられた。このような「差し違い2体葬」は当墓のほか、祇園山古墳の南に位置する祇園山2号墳の墳丘直下で検出された石蓋土壙墓でも見つかっている。
墳裾外周の埋葬施設群は、方墳とほぼ同時期に造られた甕棺墓を最古として、石蓋土壙墓・箱式石棺墓・竪穴式石室墓へと墓制が時期差を持って変遷しており、墓制・遺物の検討からおよそ半世紀ほどの期間で造営された集団墓と考えられている。また、このような大型の主墳の墳裾に複数の小型埋葬施設が従属的に造られる事例は、祇園山古墳以外にも久留米市の七曲古墳群（旧・放光寺古墳群）や岡山県赤磐市の用木古墳群など、各地で見られる。

## 副葬品
墳頂部箱式石棺は古い時代に盗掘を受けたと見られ、主体部の副葬品は失なわれている。近傍の高良大社に出土品と伝わる三角縁神獣鏡（33方格獣文帯 鈕座「天王日月日月」）および変型方格規矩鏡があるものの、詳細な由来は不明である。
墳裾外周部の第1号甕棺墓（K1）は内部が朱に塗られ、成人女性人骨、後漢鏡片（半円方格帯鏡：主銘「吾作明口幽湅三商周□無□配疆會…番昌兮」、副銘「善同出丹□」）、大きさ5センチメートルの大型硬玉製勾玉、2個の両面穿孔碧玉製管玉、刀子が出土し、九州歴史資料館に収蔵されている。成人女性は被葬者の従者ないし巫女の頭と考えられている。
形状不明のG1号墓主体からは3世紀の畿内では出土していない刀子、鉄鏃、剣、刀身などの鉄製武器だけでなく、鎌、錐、手斧鍬などの鉄製農具も出土している。墳裾の各所から古式土師器（西新式土器）、須恵器等が多数出土している。

## 卑弥呼の墓説
古代日本では、『魏志倭人伝』や『記紀』の中に殉死・殉葬に関する記事が見られるものの、実際の弥生墳丘墓や古墳において、確実に殉葬が行われたと捉えられる出土人骨や遺構の事例は確認されていない。福岡県糸島市平原遺跡の3号墓周濠を、底部で見つかった朱や掘り込み形状から16人分の殉葬溝と見る原田大六の見解もあったが、今日の再検討報告では殉葬溝とは見なされておらず、同遺跡4号墓周溝内土坑墓1基のみに対し殉葬墓の可能性が指摘される以外は全て追葬墓と見なされている。祇園山古墳の発掘調査報告書でも、墳裾外周で検出された66人分以上の墓群について、半世紀ほどの期間で造営されたとみられることから、祇園山古墳の被葬者を盟主とする集団の集団墓と捉えている。
これについて宝賀寿男は、この墓群を1つの棺に「差し違い2体葬」があることや、墳丘築造前の棺が見られないこと、全ての棺が墳丘裾内に存在することなどを挙げてこれらを同時期の埋葬ではないかとして、殉葬者の墓ではないかとしている。また大塚初重の意見に賛同し、弥生時代の築造ならば集団墓ではなく個人の墓であろうとしている。ただし「差し違い2体葬」については1棺への2体葬が必ずしも同時埋葬ではなく、追葬と考えうる時間差がある事例が多いことは、祇園山2号墳石蓋土壙墓例などから指摘されている。
また宝賀は、墳墓の形状、主体部（石棺）、築造時期が3世紀中期であると考えられること、規模が一辺約23メートル・斜辺32メートルで下部が楕円状であること、石棺はあるが槨が無いこと、石棺に朱が塗られていること、周囲に埴輪がなく墓群があること（殉葬者と仮定）、そのうちの第1号甕棺墓（K1）からは後漢鏡片や大型勾玉などの豪華な装身具が出土していること、G1号墓からは鉄製の武器や農具が出土し、時期的に矛盾が無いことなどが『魏志倭人伝』の卑弥呼の墓の記載と一致するとしている。また魏朝の薄葬令や朝鮮諸国、帯方郡の墳墓がいずれも30メートル前後の方墳であったことなど、国際的観点から照らし合わせても同墳の規模に不自然さが無く、さらにこの古墳が邪馬台国が存在した可能性のある筑紫平野を一望できる高台に占地することをあげて、卑弥呼の墓ではないかとの説を示している。
そのほかに、村下要助・廣木順作が同古墳（弥生墳丘墓）を卑弥呼の墓であると主張している。また石野博信は畿内説論者であるが、邪馬台国を筑紫に想定した場合、同古墳が卑弥呼の墓として「有力候補になってくるのかもしれない」と述べた。このほか、田中幸夫は様相が卑弥呼の墓に類似するとした。学術論文ではないが作家の足立倫行は、2011年に『週刊朝日』に掲載した紀行文の中で、築造を卑弥呼没年より半世紀後としつつも、卑弥呼の墓を彷彿させると述べた。